# Stelletta sphaeroides
Stelletta sphaeroides är en svampdjursart som beskrevs av Kieschnick 1896. Stelletta sphaeroides ingår i släktet Stelletta och familjen Ancorinidae. Inga underarter finns listade i Catalogue of Life.